# Chr. Jeppesens Guldlistefabrik
Chr. Jeppesens Guldlistefabrik var en dansk forgyldervirksomhed grundlagt i 1865 i København.

## Historie
Glarmester Christian Jeppesen (1838-1898) (der formentlig var uægte søn af adelsmanden Willum Frederik Treschow), grundlagde guldlistefabrikken i 1865 i Adelgade 8 i København. I 1870 flyttede fabrikken adresse til Sankt Peders Stræde 10. Senere flyttede fabrikken til Thyrasvej 2 på Nørrebro, telefon nummer: TAGA69. (Thyrasvej ændrede senere navn til Alexandravej og hedder i dag Drejervej).
Efter Christian Jeppesens død i 1898 overtog hans søn Henry Chr. Jeppesen (1865-1931) ledelsen af fabrikken. I 1906 nævner Trap Danmark, at fabrikken producerede 1 mio. alen lister og havde 54 arbejdere og funktionærer ansat.
I 1931 blev Henry Chr. Jeppesens søn Børge Chr. Jeppesen direktør for fabrikken. Han skiftede senere titel til fabrikant. I 1957 byggede Børge Chr. Jeppesen en ny fabrik på Nyholms Allé 37 i Rødovre. Omkring 1980 lukkede fabrikken og Børge Chr. Jeppesen åbnede et mindre værksted i Hesseløgade 2 på Østerbro i København. Her fortsatte han alene og leverede ægte forgyldte rammer til en begrænset udvalgt kundekreds.
Børge Chr. Jeppesen var Dansk Forgylderlaugs sidste oldermand indtil sin død i 1993.

## Familie
- Henry Chr. Jeppesens søn Viktor Jeppesen grundlagde i 1930 Jeppesen Huse.
- I 1909 opkøbte Henry Chr. Jeppesen og hans bror Vilhelm, en række grunde langs stranden ved Mosede og Greve. I 1911 opførte Henry sommerhuset "Klinten" (Webside ikke længere tilgængelig).
- Børge Chr. Jeppesen navngav H.C.Jeppesens Allé ved Greve Strand efter sin far Henry Chr. Jeppesen.

## Hædersbevis
I 1878 fik fabrikken hædrende omtale på verdensudstillingen i Paris: "Jury International Mention Honorable Exposition Universelle (1878) à Paris".

## Galleri
- Portræt af Henry Chr. Jeppesen
- Portræt af Børge Chr. Jeppesen (1952)